# Bay Islet
Bay Islet (kinesiska: 匙洲) är en ö i Hongkong (Kina). Den ligger i den nordöstra delen av Hongkong. Arean är 0,13 kvadratkilometer.
Terrängen på Bay Islet är platt.